# 周承倜
周承倜（1929年—），男，原籍浙江镇海，生于上海，中国力学家，曾任大连工学院教授，大连大学教授、学术委员会副主任。